# 조지 피바디
조지 피바디(영어: George Peabody, 1795년 2월 18일 ~ 1869년 11월 4일)는 미국의 금융가이자 자선가이다. 그는 현대 자선 활동의 아버지로 평가받는다.

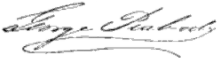
조지 피바디의 서명

매사추세츠주의 가난한 가정에서 태어난 피바디는 직물 사업을 시작했고 나중에는 은행업에 뛰어들었다. 1837년에 그는 당시 세계 금융의 수도였던 런던으로 이주하여 가장 유명한 미국 은행가가 되었고 신생 국가의 국제 신용을 구축하는 데 도움을 주었다. 자신의 사업을 물려줄 아들이 없었던 피바디는 1854년에 주니우스 스펜서 모건(Junius Spencer Morgan)을 파트너로 삼았고, 두 사람이 함께한 사업은 1864년 피바디가 은퇴한 후 글로벌 금융 서비스 회사인 J.P. Morgan & Co.가 되었다.
노년기에 피바디는 자선 활동으로 전 세계적인 호평을 받았다. 그는 영국에 피바디 트러스트(Peabody Trust)를 설립하고 볼티모어에 피바디 연구소(Peabody Institute)와 조지 피바디 도서관(George Peabody Library)을 설립했으며 기타 여러 자선 활동을 도맡았다. 이러한 관용적인 모습으로 그는 1867년 4월에 의회 명예 황금 훈장을 수상하였으며 런던 시의 프리맨(freeman)이 되는 등 많은 영예를 안았다.

## 생애

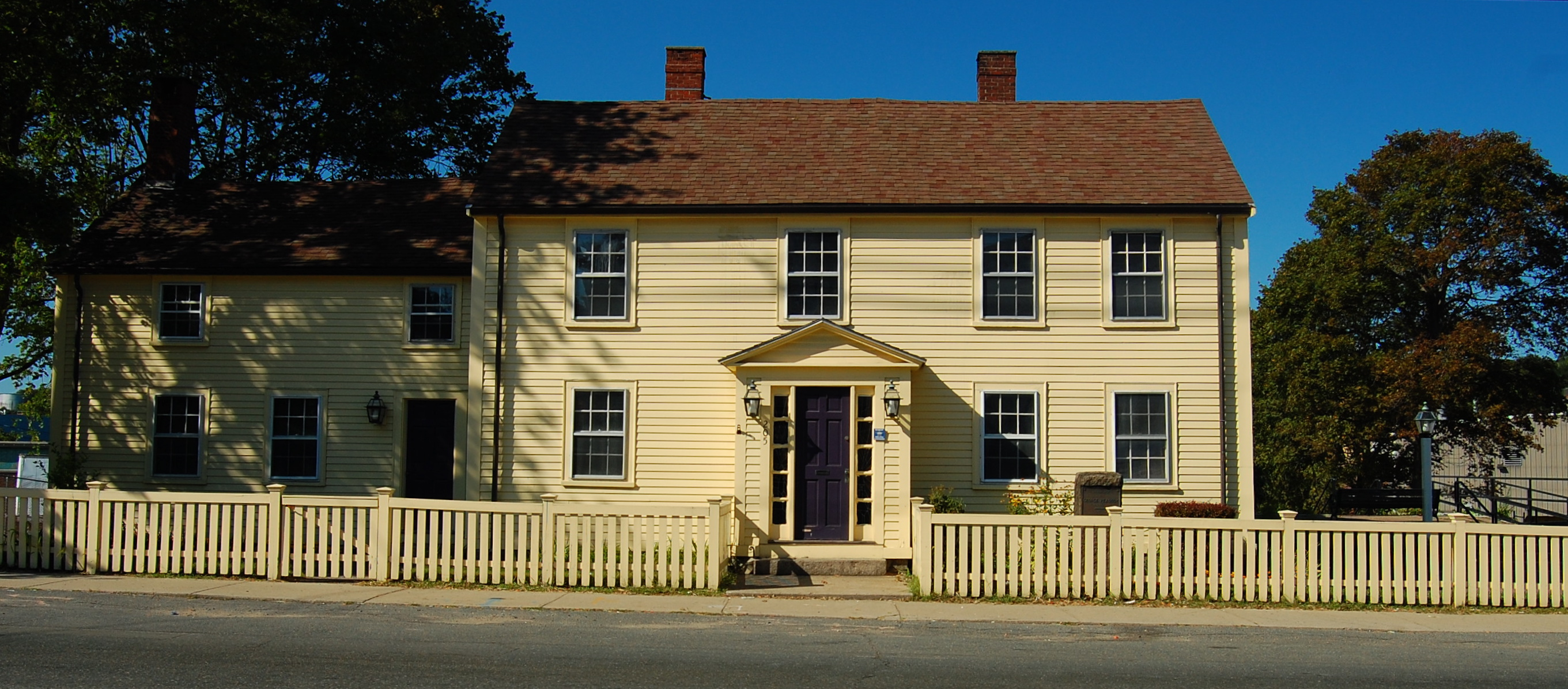
현재 조지 피바디 박물관으로 쓰이고 있는 매사추세츠주 피바디에 위치한 조지 피바디의 생가

조지 피바디는 1795년 당시 매사추세츠 주 사우스 댄버스(현재의 피바디)에서 태어났다. 일곱 자녀 중 한 명인 조지 피바디는 어려운 가정환경으로 학교에 제대로 다닐 수 없었다. 그가 10대였을 때 아버지(토마스 피바디, Thomas Peabody)가 돌아가셨고, 그는 홀어머니(주디스 닷지, Judith Dodge)와 여섯 형제자매를 부양하기 위해 형의 가게에서 일했다. 그는 나중에 "나는 어린 시절의 큰 궁핍을 결코 잊은 적이 없으며 결코 잊을 수 없다."라고 말하기도 했다. 궁핍과 가난으로 얼룩졌던 그의 어린시절은 후에 절약과 자선 활동에 대한 그의 헌신에 영향을 미쳤다.
1816년에 그는 볼티모어로 이주하여 그곳에서 경력을 쌓았고 이후 20년 동안 볼티모어에서 살았다. 그는 옛 Henry Fite House에 거주지와 사무실을 마련하고 사업가이자 금융가가 되었다.
당시 런던, 암스테르담, 파리, 프랑크푸르트는 국제 금융 및 금융의 중심지였다. 모든 국제 거래가 금이나 금 증서로 결제되었기 때문에 미국과 같은 개발도상국은 유럽의 상업 은행과의 관계를 통한 자본을 조달하기 위해 중개상과 상업 은행에 의존해야 했다. 오직 그들만이 당시 미국과 같은 개발도상국 경제에 장기 신용을 제공하는 데 필요한 양의 자본 준비금을 보유하고 있었다.
피바디는 1827년에 처음으로 영국을 방문하여 미국 주들의 채권 발행을 판매하고 해당 주의 다양한 "내부 개선" 프로그램(주로 도로, 철도, 부두, 운하와 같은 교통 인프라)을 위한 자본을 조달하기 위해 자신의 회사와 대행사를 이용하려고 했다. 이후 10년 동안 피바디는 1835년부터 리버풀에 지사를 설립하는 등 4번의 대서양 횡단 여행을 더 했으며 그 후 런던에 "George Peabody & Company"(후에 J. S. Morgan & Co.)라는 은행 회사를 설립했다. 1837년에 그는 런던에 영주권을 얻어 그곳에서 평생을 살았다.
1840년대에 메릴랜드 주는 채무 불이행을 당했고, 메릴랜드 증권의 약 절반을 유럽의 개인 투자자들에게 판매한 피바디는 런던 주변에서 환영받지 못하는 인물이 되었다. 런던 타임스는 피바디가 "가장 흠잡을 데 없는 성격의 미국 신사"였지만 당시 센트럴런던의 한 회원제 클럽이었던 리폼 클럽은 그를 빚을 저버린 국가의 시민이라는 이유로 그의 클럽 가입을 막았다고 언급했다. 처음에 피바디는 볼티모어 친구들에게 주정부가 이자 지불을 재개해야 한다고 꾸짖는 편지를 보냈고 주에 대한 호의적인 기사에 대해 기자들에게 소액의 사례금을 보상했다.
마침내 1845년에 그는 부채 재개를 위한 선전을 퍼뜨리고 투자자들을 달래줄 의원을 선출하기 위해 정치적 비자금을 마련함으로써 메릴랜드가 지불을 재개하도록 압력을 가하기 위해 베어링스 은행과 공모했다. 두 회사는 비밀 계좌를 통해 1,000파운드를 볼티모어로 송금했고, 심지어 연설가이자 정치가인 다니엘 웹스터에게 뇌물을 주어 빚 상환 연설을 하도록 했다. 그들의 시도는 성공적이었으며 그의 재개를 지지하던 미국의 휘그당이 당선되었고 런던 은행가들이 지불금을 받기 시작했다. 베어링스 은행은 펜실베이니아에서도 동일한 전술을 적용했다. 플로리다와 미시시피는 가장 지속적인 채무자였으며 따라서 피바디의 이후 자선 활동에서 제외되었다.
피바디는 1838년에 잠시 영국 브라이턴의 한 정부와 약혼했지만 결혼까지 이어지진 않았다. 또한 미국의 시사평론가였던 론 처노(Ron Chernow)는 피바디를  "가정적"이라고 묘사하며, "주름진 얼굴, 뭉툭한 턱, 주먹코, 옆 수염, 눈꺼풀이 무거운 눈을 가졌다."고 표현하기도 했다.
피바디는 런던을 방문하는 미국인들을 위해 자주 접대하고 소개장을 제공했으며, 미국의 독립기념일을 기념하기 위해 미국 외교관과 기타 유명 인사들을 위해 주최한 영미 만찬으로 유명해졌다. 1851년 수정궁에서 열린 만국 박람회에서 미국 의회가 미국 전시관에 대한 지원을 거부했을 때 피바디는 미국의 명성을 유지하기 위해 £ 3000(당시 $ 15,000 상당, 2022년 달러로 약 $550,000 상당)를 지불하여 전시관을 개선했다. 1854년에 그는 7월 4일 독립기념일 만찬에서 프랭클린 피어스 미국 대통령 앞에서 빅토리아 여왕을 위해 건배하자고 제안했을 때 많은 미국 손님들을 화나게 했으며 피어스의 후임자였던 제임스 뷰캐넌 당시 주런던 대사는 화를 내며 자리를 떠났다. 이 무렵 조지 피바디는 류마티스 관절염 과 통풍에 시달리기 시작했다.
1867년 2월, 조지 피바디가 여러 차례 미국을 재방문하면서 재정적 성공이 절정에 달했을 때, 앤드류 잭슨 대통령의 오랜 측근이자 민주당의 적극적 세력이었던 프랜시스 프레스턴 블레어는 조지 피바디에게 앤드류 존슨 대통령 내각의 재무장관직을 제안했다. 이와 동시에 피바디는 미래의 대통령 후보로 신문에도 언급되기도 했다. 피바디는 대통령의 제안을 "친절하고 칭찬하는 추천서"라고 설명했지만, 72세라는 나이에 두 직책을 맡기에는 너무 늙었다고 생각했다.

조지 피바디의 문장(紋章)